# Tropaeolum emarginatum
Tropaeolum emarginatum là một loài thực vật có hoa trong họ Tropaeolaceae. Loài này được Turcz. miêu tả khoa học đầu tiên năm 1858.